# St. Francis County
Das St. Francis County ist ein County im US-amerikanischen Bundesstaat Arkansas. Im Jahr 2010 hatte das County 28.258 Einwohner und eine Bevölkerungsdichte von 11,1 Einwohnern pro Quadratkilometer. Der Verwaltungssitz (County Seat) ist Forrest City.

## Geografie
Das County liegt im Osten von Arkansas und ist im Osten etwa 15 km vom Mississippi River, der die Grenze zu Mississippi bildet, entfernt. Es hat eine Fläche von 1664 Quadratkilometern, wovon 22 Quadratkilometer Wasserfläche sind. In Nord-Süd-Richtung wird das County vom St. Francis River durchflossen. An das St. Francis County grenzen folgende Nachbarcountys:
| Woodruff County | Cross County |                   |
|                 |              | Crittenden County |
| Monroe County   | Lee County   |                   |

## Geschichte
Das St. Francis County wurde am 13. Oktober 1827 aus Teilen des Phillips County gebildet. Benannt wurde es nach dem St. Francis River, der das County durchfließt.

## Demografische Daten
Nach der Volkszählung im Jahr 2010 lebten im St. Francis County 18.258 Menschen in 9086 Haushalten. Die Bevölkerungsdichte betrug 11,1 Einwohner pro Quadratkilometer. In den 9086 Haushalten lebten statistisch je 2,69 Personen.
Ethnisch betrachtet setzte sich die Bevölkerung zusammen aus 45,3 Prozent Weißen, 52,1 Prozent Afroamerikanern, 0,8 Prozent amerikanischen Ureinwohnern, 0,5 Prozent Asiaten sowie aus anderen ethnischen Gruppen; 1,3 Prozent stammten von zwei oder mehr Ethnien ab. Unabhängig von der ethnischen Zugehörigkeit waren 4,3 Prozent der Bevölkerung spanischer oder lateinamerikanischer Abstammung.
23,5 Prozent der Bevölkerung waren unter 18 Jahre alt, 63,9 Prozent waren zwischen 18 und 64 und 12,6 Prozent waren 65 Jahre oder älter. 45,5 Prozent der Bevölkerung war weiblich.

Das jährliche Durchschnittseinkommen eines Haushalts lag bei 27.019 USD. Das Pro-Kopf-Einkommen betrug 13.693 USD. 29,6 Prozent der Einwohner lebten unterhalb der Armutsgrenze.

## Kultur und Sehenswürdigkeiten

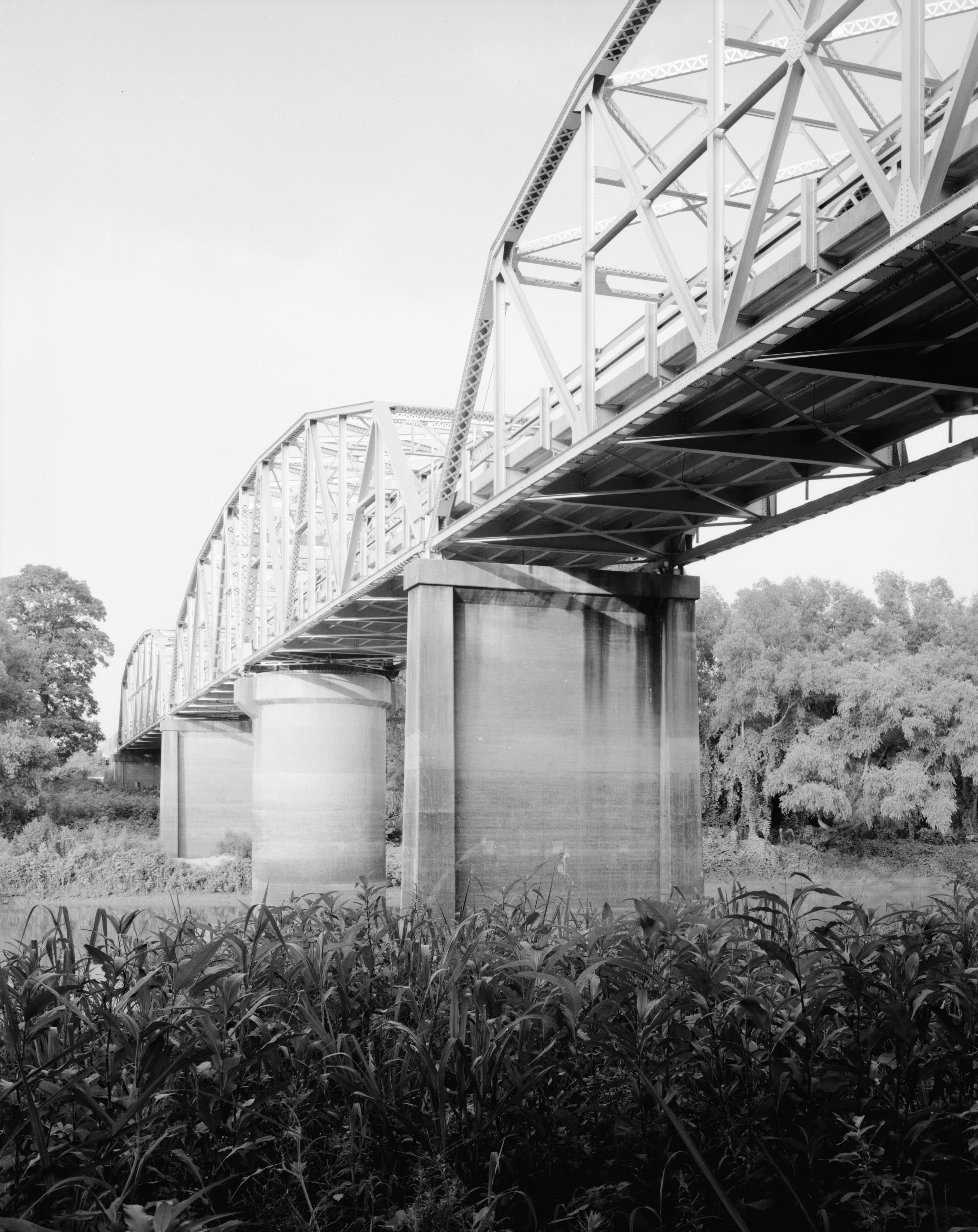
St. Francis River Bridge (1988). Dieses 1933 fertiggestellte, 280 m lange Brücke wurde im April 1990 als viertes Objekt des County im NRHP eingetragen.

15 Bauwerke und Stätten des Countys sind im National Register of Historic Places („Nationales Verzeichnis historischer Orte“; NRHP) eingetragen (Stand 19. Juli 2022), darunter eine Kirche, eine Brücke und ein Friedhof.

## Ortschaften im St. Francis County
Citys
| - Caldwell - Colt - Forrest City | - Hughes - Madison - Palestine |

Towns
- Wheatley
- Widener

Unincorporated Communities
| - Blackfish - Crow Creek - Goodwin | - Heth - New Shady Grove - Round Pond |

## Gliederung

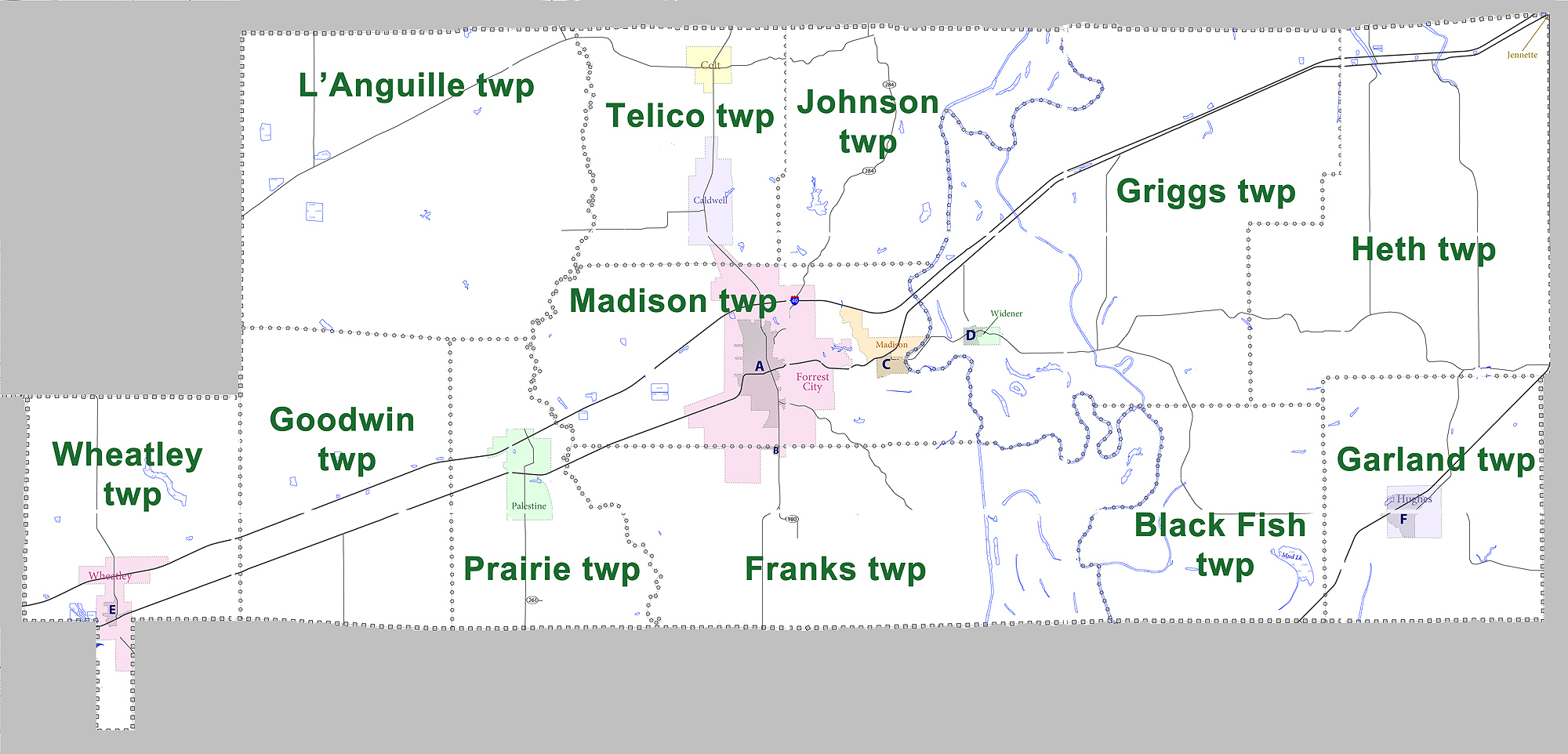
Townships im St. Francis County

Das St. Francis County ist in zwölf Townships eingeteilt:
| Township            | Einwohner (2010) | FIPS     |
| ------------------- | ---------------- | -------- |
| Black Fish Township | 111              | 05-90321 |
| Franks Township     | 922              | 05-91368 |
| Garland Township    | 1.710            | 05-91437 |
| Goodwin Township    | 450              | 05-91482 |
| Griggs Township     | 746              | 05-91539 |
| Heth Township       | 576              | 05-91680 |
| Johnson Township    | 2.121            | 05-91980 |
| L'Anguille Township | 652              | 05-92118 |
| Madison Township    | 17.247           | 05-92340 |
| Prairie Township    | 1.197            | 05-93009 |
| Telico Township     | 2.125            | 05-93588 |
| Wheatley Township   | 401              | 05-93981 |